# Koppom
Koppom is een plaats in de gemeente Eda in het landschap Värmland en de provincie Värmlands län in Zweden. De plaats heeft 633 inwoners (2005) en een oppervlakte van 204 hectare.

## Verkeer en vervoer
Bij de plaats loopt de Länsväg 177.